# Lista orașelor din Libia

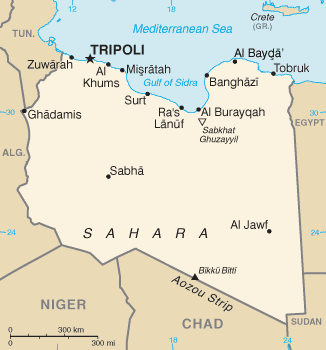
Harta Libiei

Aceasta este o listă alfabetică a orașelor din Libia.
- Al Abrag
- Al Ajaylat
- Al Bayda' (Bayḑā)
- Al Jaghbub
- Al Khums
- Al Kufrah
- Al Marj
- Az Zawiyah
- Bani Walid
- Benghazi
- Birak
- Darnah
- Ghadamis
- Ghat
- Ghiryan
- Imsaad
- Jadoo
- Jaloo
- Jerma
- Misurata
- Murzuk
- Mizdah
- Msallata
- Sabha (Sebha)
- Sabratah
- Sirt
- Sorman
- Soussa
- Tajoura
- Tarhoona
- Taworgha
- Tobruk
- Tolmeeta
- Tripoli
- Ubari
- Yifrin
- Zuwarah
- Zliten